# Pato-de-carúncula
O pato-de-carúncula ou pato-de-crista-africano (Sarkidiornis melanotos) é uma ave anseriforme, que pode ser encontrada na África sub-saariana. Habita zonas alagadas, pântanos, e margens de rios, onde haja suficiente vegetação aquática. Por vezes é considerada a única espécie do gênero Sarkidiornis, apesar de a maioria dos autores considerarem o pato-de-crista (Sarkidiornis sylvicola) e o pato-de-carúncula (Sarkidiornis melanotos) espécies distintas.

## Morfologia
O pato-de-carúncula tem 70–80 cm de comprimento, sendo as fêmeas pelo menos 10 cm menores que os machos. A espécie tem dimorfismo sexual significativo. O macho tem plumagem branca na barriga, peito e pescoço, com o dorso e asas pretos com reflexos iridiscentes de cor roxa; na época de reprodução, a cabeça e a zona inferior da cauda (normalmente brancos) adquirem tom amarelo. A característica mais distintiva dos machos é a presença de uma crista achatada lateralmente na zona superior do bico, que dá o nome à espécie. A fêmea não tem esta crista e apresenta plumagem mais baça, sem as iridiscências roxas nas asas.

## Ecologia
É uma espécie de hábitos gregários, que pode ser encontrada em grandes bandos, por vezes separados entre sexos. Durante a época de reprodução, os patos-de-crista juntam-se em grupos mais pequenos de 3 a 4 casais. Embora sejam essencialmente monogâmicos, por vezes há formação de pequenos haréns, com 2 a 3 fêmeas por macho. O pato-de-carúncula é herbívoro e alimenta-se de vegetação aquática, suplementando a dieta com pequenos artrópodes aquáticos e moluscos.

## Reprodução
A época de reprodução varia de acordo com a distribuição geográfica, mas tende a coincidir com a época das chuvas. Os ninhos são construídos em cavidades de árvores localizadas perto da água e forrados com penugem. Cada postura contém em média 6 a 8 ovos. Em anos de abundância foram registadas posturas excepcionais de 20 ovos. A incubação e cuidados parentais são da responsabilidade exclusiva da fêmea. A incubação leva entre 28 a 30 dias. Os juvenis permanecem no ninho por 9 a 10 semanas, após o que saltam do ninho directamente para a água.